# تور دی ای
تور دی ای (به لاتین: Tour d'Aï) یک کوه در سوئیس است که در کانتون وو واقع شده‌است. تور دی ای ۲٬۳۳۱ متر بالاتر از سطح دریا واقع شده‌است.